# شهرستان ویهیگا
شهرستان ویهیگا (به لاتین: Vihiga County) یک شهرستان در کنیا است که در کنیا واقع شده‌است. شهرستان ویهیگا ۵۳۱٫۳ کیلومتر مربع مساحت و ۵۹۰٬۰۱۳ نفر جمعیت دارد.